# Vuurtoren van Brunate
De Vuurtoren van Brunate (Italiaans: Faro Voltiano di Brunate) is een vuurtoren in de gemeente Brunate in de Noord-Italiaanse provincie Como in de regio Lombardije. 
De vuurtoren staat op een heuveltop, even onder de bergtop Tre Croci en is te zien vanuit een deel van het zuidwestelijke deel van het Comomeer.
De vuurtoren is bereikbaar vanuit Brunate en Brunate is bereikbaar via de kabelspoorweg Como-Brunate de berg op.

## Geschiedenis
In 1927 was het 100 jaar sinds de dood van de Italiaanse natuurkundige Alessandro Volta die afkomstig was uit Como. Ter ere van zijn dood 100 jaar terug bouwde men een vuurtoren en de Voltatempel in Como. De keuze voor deze locatie van de vuurtoren en het ontwerp waren de keuze van ingenieur Gabriele Giussani.
Op 8 september 1927 vond de inauguratie plaats van de vuurtoren.

## Toren
De toren heeft een hoogte van 29 meter en heeft een achthoekige vorm. In de toren bevindt zich een wenteltrap die toegang geeft tot twee balkons. Het onderste balkon ligt vlak boven de ingang en een tweede balkon ligt rond de lantaarn van de vuurtoren.
De vuurtoren geeft in de donkere uren een groen, wit en rood licht af en is zichtbaar op vijftig mijl afstand.